# Retrato de Maerten Soolmans
Retrato de Marten Soolmans (1613-1641), é uma pintura da idade de ouro Neerlandesa elaborada pelo pintor Rembrandt, por ocasião do casamento de Marten Soolmans com Oopjen Coppit em 1634, e que em 2015 foi comprada a família Rothschild através de uma colaboração entre o Rijksmuseum e o Louvre. É considerado um retrato pendente, e o retrato da sua esposa foi incluído na venda. Juntas, as pinturas foram vendidas por 160.000.000€ .

## Ver Também
- Retrato de Oopjen Coppit